# Диоп, Софьян
Софья́н Дио́п (фр. Sofiane Diop; 9 июня 2000 года, Тур) — французский и марокканский, полузащитник клуба «Ницца».

## Карьера
Диоп является воспитанником французской команды «Тур», в которой начал заниматься футболом в шесть лет. В 14 лет покинул её, и, потренировавшись год в «Шамбре», перебрался в академию «Ренна».
20 января 2018 года Диоп дебютировал за вторую команду «Ренна» в поединке против «Ле Мана». В первой же своей игре забил победный гол. Стал игроком стартового состава. Всего в сезоне провёл 10 встреч, забил 2 мяча.
5 июля перед сезоном 2018/2019 подписал контракт с «Монако». 4 августа 2018 года дебютировал за новый клуб в поединке Суперкубка Франции против «Пари Сен-Жермен». 11 августа вышел на поле в стартовом составе на матч первого тура Лиги 1 против «Нанта».
13 сентября 2020 года выйдя в стартовом составе забил свой дебютный гол в Лиге 1 в ворота «Нанта» на 5-й минуте.
29 августа 2022 года перешёл в клуб «Ницца». Сумма трансфера составила  20 млн евро. 4 сентября 2022 года  дебютировал за «Ниццу» в матче Лиги 1 против «Монако», выйдя на замену Николя Пепе.